# Assassinato de Jovenel Moïse
O assassinato de Jovenel Moïse, o 46.° Presidente do Haiti, ocorreu na quarta-feira, dia 7 de julho de 2021, em Pétion-Ville. Moïse foi assassinado em sua casa, na madrugada de 7 de julho de 2021, por criminosos desconhecidos.

## Antecedentes

### Eleição
Moïse foi o sucessor escolhido do presidente Michel Martelly, que foi constitucionalmente impedido de se candidatar às eleições presidenciais de 2015. De acordo com os resultados oficiais, Moïse recebeu 33% dos votos no primeiro turno — mais do que qualquer outro candidato —, porém aquém da maioria necessária para evitar um segundo turno eleitoral. Esses resultados foram contestados pelo segundo colocado Jude Célestin e outros cujos apoiadores protestaram. O segundo turno obrigatório foi repetidamente adiado, gerando mais protestos violentos, e os resultados foram eventualmente anulados. Com o mandato de Michel Martelly expirado, a legislatura nomeou Jocelerme Privert como presidente interino antes de novas eleições em novembro. Nessas eleições, Moïse recebeu 56% da contagem oficial, o suficiente para evitar um segundo turno. Moïse assumiu o cargo em 7 de fevereiro de 2017.

### Turbulência política
Durante o tempo de Moïse no cargo, agitação política e violência não eram incomuns, junto com vários protestos violentos contra o governo. Foi alegado que seu mandato terminou em 7 de fevereiro de 2021, embora Moïse afirmasse que seu mandato terminaria em 2022, pois ele não iniciou seu mandato até 2017. Protestos generalizados ocorreram na capital, onde as pessoas exigiram sua renúncia no início de 2021. Acredita-se que a razão de alguns dos protestos esteja ligada a outros partidos políticos.

## Ataque
Em 7 de julho de 2021, Moïse foi morto quando homens armados não identificados atacaram sua residência em Pèlerin 5, um distrito de Pétion-Ville. O político foi assassinado com 12 tiros, um deles na cabeça, além de haver indícios de tortura. Martine Moïse, a primeira-dama do Haiti, foi hospitalizada devido aos ferimentos sofridos durante o ataque, sendo transportada para Miami, nos Estados Unidos, para tratamento. Um comunicado de imprensa emitido mais tarde naquele dia pelo gabinete do Presidente em exercício Claude Joseph atribuiu o ataque a "um grupo de indivíduos não identificados, alguns dos quais falaram em espanhol". Mais tarde, em vídeos divulgados, foi relatado que pelo menos um dos agressores falava inglês com um sotaque americano. O governo haitiano descreveu os criminosos como "mercenários estrangeiros" e altamente treinados.

## Investigações e caçada aos suspeitos
Imediatamente após o assassinato do presidente, a polícia haitiana começou a caçar os suspeitos pelo ataque. A maioria das operações se concentraram em dois prédios em Port-au-Prince. No dia 9 de julho, quase dois dias após o ataque, três suspeitos foram mortos em tiroteio com as forças de segurança haitianas. Nos três dias seguintes ao atentado, pelo menos vinte e uma pessoas foram presas, sendo dezoito colombianos e dois americanos (de ascendência haitiana). Uma caçada humana prosseguiu nos dias seguintes, com militares, policiais e até civis tentando prender ou matar os responsáveis, com muitos temendo que o país poderia cair num estado de anarquia ainda mais profundo do que já estava.
Em 5 de dezembro de 2023, Joseph Vincent, um ex-informante da polícia antidrogas dos Estados Unidos, afirmou na Justiça que participou de assassinato de Jovenel Moise. Ele é o quarto a se declarar culpado.

## Repercussões
O governo haitiano prosseguiu com o fechamento do aeroporto internacional de Porto Príncipe e a mobilização de forças policiais e militares para a investigação do caso. O primeiro-ministro Claude Joseph, na posição de líder interino da nação, decretou estado de emergência e pediu calma para a população.
O ataque foi condenado por diversas nações do mundo, como França, Estados Unidos, Colômbia e Chile, com esses países expressando preocupação com a futura estabilidade do Haiti. Organizações supranacionais, como a ONU e a OEA, também condenaram o ocorrido.